# Hohenlohové
Hohenlohové je stará německá šlechtická rodina původem z Frank, která držela říšské hrabství a později knížectví Hohenlohe. Jméno rodu je odvozeno od hradu Holloch z 12. století, ležícího nedaleko Uffenheimu.

## Historie rodu

Moderní zpracování rodového erbu

Prvním známým hrabětem z Hohenlohe byl Jindřich (Heinrich) (1180). Jindřich III. z Hohenlohe (1244–1249) a Gottfried z Hohenlohe (1297–1302) byli velmistry Řádu německých rytířů. Georg z Hohenlohe (1350–1423) byl od roku 1418 apoštolským administrátorem Ostřihomského arcibiskupství, rovněž byl pasovský biskup a zástupce císaře Zikmunda Lucemburského na Kostnickém koncilu. Během 15. století se rod rozdělil do dvou větví – Hohenlohe-Brauneck (vymřeli v 15. století) a Hohenlohe-Weikersheim, tato větev se dále dělila na větve Hohenlohe-Neustein a Hohenlohe-Waldeburg. V roce 1450 byli povýšeni do stavu říšských hrabat. Rod se v průběhu věků rozdělil na několik větví a v roce 1744 byli povýšeni na říšská knížata. Samostatné knížectví Hohenlohe zaniklo v roce 1806 v důsledku napoleonských válek, bylo zabráno Württemberským královstvím.
Roku 1840 větev Hohenlohe-Schillingsfürst získala Ratibořské knížectví.

## Rod Hohenlohe v Českých zemích

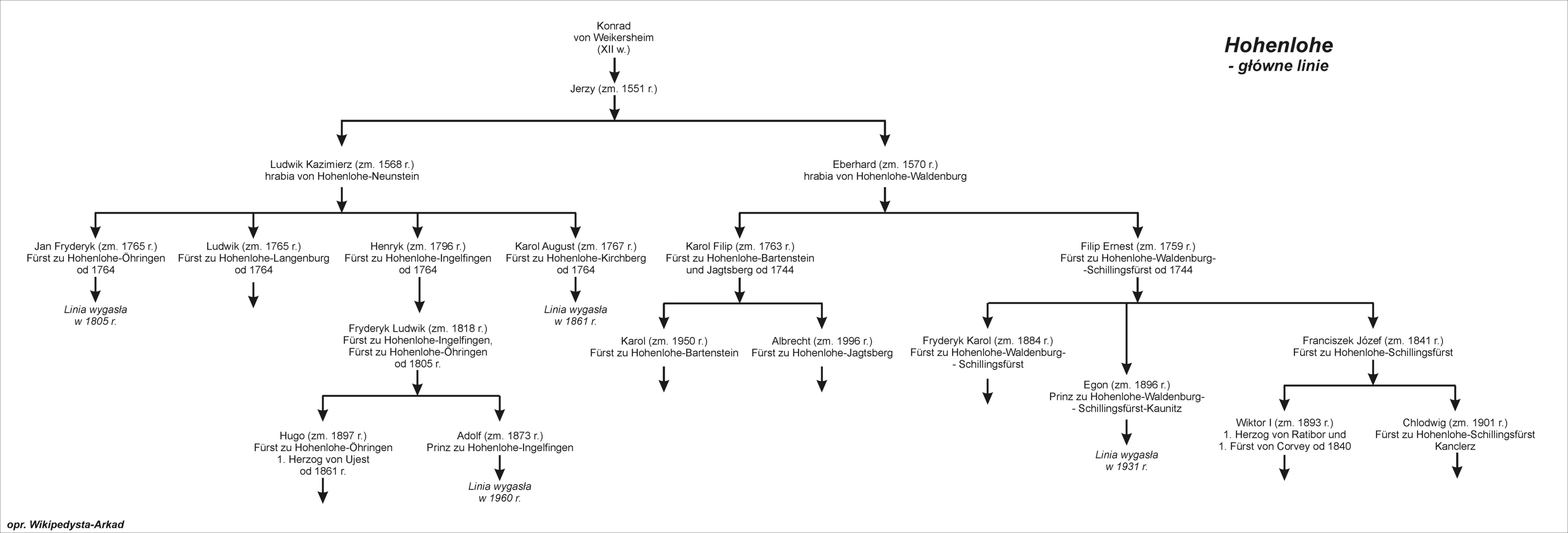
Hlavní linie rodu Hohenlohe

V Českých zemích získal inkolát prvně Jiří Friedrich Hohenlohe-Neuenstein-Weikersheim hrabě z Hollachu (1569–1645), který se oženil s Evou z Valdštejna. Během českého stavovského povstání byl povýšen na generálporučíka a patřil k důvěrníkům českého krále Friedricha Falckého. V bitvě na Bílé hoře velel jezdectvu, po porážce odešel z Čech, kde mu byl zabaven majetek.
Rod se do Českých zemí vrátil s osobou knížete-biskupa Josefa Kristiána Hohenlohe-Bartensteina (1740–1817).
Jiný člen rodu Konrád Hohenlohe-Waldenburg-Schillingsfürst (1863–1918) působil na českém místodržitelství, v Teplicích se stal okresním hejtmanem, byl zemským prezidentem Bukoviny a v roce 1906 se stal předsedou vlády v Předlitavsku.
K významným členům rodu patřil kníže Arnošt Filip Hohenlohe-Schillingsfürst (1853–1915), který založil lázně Poděbrady. Jeho rodina vlastnila zámek Býchory u Kolína. 

Člen větve Hohenlohe-Langenburg, Ludvík (1823–1866), získal v 19. století sňatkem zámek Červený Hrádek, padl v bitvě u Hradce Králové. Jeho manželka Marie Gabriela z Trauttmansdorff-Weinsbergu pro něj nechala v roce 1867 postavit hrobku. Jejich vnuk Max Hohenlohe-Langenburg byl stoupencem sudetoněmecké strany a na jeho zámku v Červeném Hrádku se v roce 1938 konala schůze Konrada Henleina s lordem Runcimanem. 

## Členové rodu
- Jiří Fridrich Hohenlohe (1569–1645), vojevůdce
- Josef Kristián Hohenlohe-Bartenstein (1740–1817), kníže-biskup ve Vratislavi 1795–1817[1]
- Ludvík Alois Hohenlohe-Waldenburg-Bartenstein (1765–1829), francouzský maršál
- Alexandr z Hohenlohe-Waldenburg-Schillingsfürstu (princ Leopold Alexandr František Emmerich z Hohenlohe-Waldenburg-Schillingsfürstu; 1794–1849), katolický duchovní a zázračný léčitel, titulární biskup ze Sardiky a opat u Sv. Michaela v Gaborjanu
- Viktor Hohenlohe-Schillingsfürst (1818–1893), v letech 1877–1893 předseda pruské panské sněmovny
- Chlodvík Hohenlohe-Schillingsfürst (1819–1901), bratr Viktora, 1866–1870 bavorským ministerským předsedou, v letech 1894–1900 říšský kancléř Německého císařství a pruský ministerský předseda[1]
- Gustav Adolf z Hohenlohe-Schillingsfürstu (1823–1896), bratr Viktora, kardinál
- Konstantin Hohenlohe-Schillingsfürst (1828–1896), bratr Viktora, rakouský generál, nejvyšší hofmistr císaře Františka Josefa 1866–1896
- Christian Kraft Hohenlohe-Oehringen (1848–1926), německý politik a důlní průmyslník
- Max Hohenlohe-Schillingsfürst (1856–1924), německý diplomat, velvyslanec ve Španělsku 1910–1918
- Karel Egon Hohenlohe-Schillingsfürst (1860–1931), německý politik
- Egon Hohenlohe-Schillingsfürst (1853–1896), politik, poslanec říšské rady
- Arnošt Filip Hohenlohe-Schillingsfürst (1853–1915), důstojník pruské armády, majitel velkostatku Poděbrady[1]
- Marie Alžběta z Thurn-Taxisu (1855–1934), kněžna a mecenáška umění
- Konrád Hohenlohe-Schillingsfürst (1863–1918), syn Konstantina, politik, rakouský ministerský předseda 1906, nejvyšší hofmistr císaře Karla I. 1917–1918
- Gottfried Hohenlohe-Schillingsfürst (1867–1932), syn Konstantina, rakousko-uherský generál, velvyslanec v Německu 1914–1918
- Bedřich František Hohenlohe-Schillingsfürst (1879–1958), německo-maďarský aristrokat, c.k. komoří, podplukovník
- Štěpánka z Hohenlohe-Waldenburg-Schillingsfürstu (1891–1972), německá špionka
- Konstantin z Hohenlohe-Langenburgu (1893–1973) německý malíř, kunsthistorik a ředitel muzea
- Karl Hohenlohe, též Karel Albrecht Hohenlohe-Schillingsfürst (* 1960), rakouský novinář a podnikatel v oblasti médií